# Hans Hayn
Pour les articles homonymes, voir Hayn (patronyme).
Hans Hayn, né à Legnica le 7 août 1896 et mort à Stadelheim le 30 juin 1934, est un homme politique allemand, membre du NSDAP et de la Sturmabteilung. Il est député au Reichstag de 1932 à 1934. Il est assassiné lors de la nuit des Longs Couteaux.

## Biographie

### Premières années
Après ses études primaires et secondaires, Hayn suit une formation commerciale. Lors du déclenchement de la Première Guerre mondiale, il se porte volontaire et est affecté au 50e régiment d'artillerie de l'armée de réserve. Il est promu lieutenant en 1917.
Après la guerre, il exerce diverses fonctions commerciales à Breslau et München Gladbach. En 1921, il rejoint le corps franc Rossbach et combat en Haute-Silésie. En 1923,il participe avec Albert Leo Schlageter à la résistance armée contre l'occupation de la Ruhr par la France. Il est condamné à huit mois de prison à la suite d'un assassinat politique.
De 1924 à 1931, Hayn est propriétaire et exploitant d'un commerce.

### Au sein du parti nazi
Dans les années 1920, Hayn s'affilie au parti nazi et à la SA, dont le chef Ernst Röhm est l'un de ses amis proches. En 1931, il est nommé chef d'état-major de Edmund Heines, responsable de la SA de Haute-Silésie. Hayn est élu au Reichstag pour la 7e circonscription de Breslau lors des élections législatives allemandes de juillet 1932, réélu en novembre, en mars 1933 et en novembre. Le 1er juillet 1933, Hayn devient le numéro deux de la SA de Saxe.
Il est arrêté lors de la nuit des Longs Couteaux et fusillé par un peloton d'exécution commandé par Sepp Dietrich, dans la cour de la prison de Stadelheim, le 30 juin 1934.